# 朱潜
朱 潜（しゅ せん、주잠、1194年 - 1260年）は、朱熹の曽孫であり、朝鮮の氏族新安朱氏の始祖である。
新安（徽州府）婺源県（現在の中国江西省上饒市婺源県）の人。南宋の翰林学士・太学士・秘書閣直学士の重臣を歴任するが、元朝に滅亡される直前の1224年、身の危険を案じ、家族と 高麗に亡命するが、元朝の追い手が南宋の亡命した旧臣を差し出すことを要求したため、積徳に改名して隠居した。

## 家族
- 曾祖父：朱熹
- 祖父：朱埜（安陽侯）
- 父：朱鋸（忠武公）
- 子：朱余慶（枢密院密直司）
- 孫：朱悦（知都僉議事）